# IC 3144
IC 3144 је спирална галаксија у сазвјежђу Береникина коса која се налази на листи објеката дубоког неба у Индекс каталогу.
Деклинација објекта је + 25° 17' 51" а ректасцензија 12h 19m 9,7s. Привидна величина (магнитуда) објекта IC 3144 износи 15,5 а фотографска магнитуда 16,3. IC 3144 је још познат и под ознакама NPM1G +25.0283, KUG 1216+255, PGC 89578.